# Ocra
Ocra is een Duits historisch merk van motorfietsen.
De bedrijfsnaam was: Ottomar Cramer, Kleinkraftradfabrik, Nürnberg.
De Lloyd motorfietsenfabriek in Neurenberg was ook eigendom van Cramer. Hij bouwde er eerst 137cc-clip-on motoren en later 298- en 346cc-motorfietsen met JAP-zij- en kopklepmotoren. Onder geen van beide merknamen stegen de productieaantallen tot grote hoogte. De productie onder de naam "Ocra" begon in 1923 en eindigde in 1925.